# Urszula Radwańska
Urszula Radwańska (Ahaus, Alemania, 7 de diciembre de 1990) es una tenista polaca, hermana menor de la también tenista Agnieszka Radwańska. A fines de 2021 ocupa el lugar 231 del ranking WTA.

## Carrera

### 2005-2010
Las hermanas Radwańska ganaron juntas el título de dobles del Torneo de Estambul en 2007.
Como tenista júnior, ha ganado el Campeonato de Wimbledon en 2007, culminando esa temporada como No.1 del mundo.
En el torneo de Wimbledon de 2008, Urszula hizo su debut en un torneo del Grand Slam en categoría individual, perdiendo en segunda ronda ante las dos veces campeona del torneo, la estadounidense Serena Williams, por 6-4 y 6-4.
Tiene un título WTA en dobles (2007, Estambul).

## Títulos WTA (1;0+1)

### Individuales (0)
| Leyenda: Antes de 2009     | Leyenda: A partir de 2009 |
| -------------------------- | ------------------------- |
| Grand Slam (0)             |                           |
| Juegos Olímpicos (0)       |                           |
| WTA Tour Championships (0) |                           |
| Tier I (0)                 | Premier Mandatory (0)     |
| Tier II (0)                | Premier 5 (0)             |
| Tier III (0)               | Premier (0)               |
| Tier IV & V (0)            | International (0)         |

| Finales por superficie |
| ---------------------- |
| Dura (0)               |
| Hierba (0)             |
| Tierra batida (0)      |

#### Finalistas en individuales (2)
| N.º | Fecha               | Torneo           | Superficie | Oponente en la final | Resultado |
| --- | ------------------- | ---------------- | ---------- | -------------------- | --------- |
| 1.  | 23 de junio de 2012 | 's-Hertogenbosch | Hierba     | Nadia Petrova        | 4-6, 3-6  |
| 2.  | 26 de julio de 2015 | Estambul         | Dura       | Lesia Tsurenko       | 5-7, 1-6  |

### Dobles (1)
| Leyenda: Antes de 2009     | Leyenda: A partir de 2009 |
| -------------------------- | ------------------------- |
| Grand Slam (0)             |                           |
| Juegos Olímpicos (0)       |                           |
| WTA Tour Championships (0) |                           |
| Tier I (0)                 | Premier Mandatory (0)     |
| Tier II (0)                | Premier 5 (0)             |
| Tier III (1)               | Premier (0)               |
| Tier IV & V (0)            | International (0)         |

| Finales por superficie |
| ---------------------- |
| Dura (0)               |
| Hierba (0)             |
| Tierra batida (1)      |

| No. | Fecha              | Torneo   | Superficie    | Pareja              | Oponente en la final      | Resultado |
| 1.  | 1 de junio de 2007 | Estambul | Tierra batida | Agnieszka Radwańska | Chan Yung-jan Sania Mirza | 6-1, 6-3  |

## Clasificación histórica
| Torneos Grand Slam            |              |              |              |              |              |              |              |       |              |              |              |       |
| Abierto de Australia          | A            | A            | A            | LQ           | LQ           | 1R           | A            | 2R    | 1R           | A            | 1R           | 1-3   |
| Roland Garros                 | A            | A            | A            | LQ           | 1R           | A            | LQ           | 2R    | 2R           | 1R           | A            | 2-4   |
| Wimbledon                     | A            | A            | A            | 2R           | 2R           | A            | LQ           | 1R    | 2R           | 1R           |              | 3-5   |
| US Open                       | A            | A            | A            | LQ           | 1R           | 2R           | 1R           | 1R    | 2R           | A            |              | 2-5   |
| Ganados-Perdidos              | 0-0          | 0-0          | 0-0          | 4–4          | 3–4          | 1-2          | 0-1          | 2-4   | 2-3          | 0-2          | 0-1          | 12-21 |
| Juegos Olímpicos              |              |              |              |              |              |              |              |       |              |              |              |       |
| Juegos Olímpicos              | No Celebrado | No Celebrado | No Celebrado | A            | No Celebrado | No Celebrado | No Celebrado | 2R    | No Celebrado | No Celebrado | No Celebrado | 1–1   |
| Torneos Finales de Año        |              |              |              |              |              |              |              |       |              |              |              |       |
| WTA Tour Championships        | A            | A            | A            | A            | A            | A            | A            | A     | A            | A            |              | 0–0   |
| Torneos WTA Premier Mandatory |              |              |              |              |              |              |              |       |              |              |              |       |
| Indian Wells                  | A            | A            | A            | 1R           | 4R           | A            | 3R           | 1R    | 4R           | 1R           | A            | 8-6   |
| Miami                         | A            | A            | A            | 1R           | A            | A            | 1R           | 1R    | 2R           | 1R           | 2R           | 2-4   |
| Madrid                        | No Celebrado | No Celebrado | No Celebrado | No Celebrado | A            | A            | A            | A     | 2R           | A            | A            | 1–1   |
| Pekín                         | No Tier I    | No Tier I    | No Tier I    | No Tier I    | 1R           | A            | Q1           | 1R    | 2R           | A            | 1–3          |       |
| Torneos WTA Premier 5         |              |              |              |              |              |              |              |       |              |              |              |       |
| Dubái                         | No Tier I    | No Tier I    | No Tier I    | No Tier I    | 2R           | A            | A            | N P 5 | N P 5        | 1-1          |              |       |
| Roma                          | A            | A            | A            | A            | A            | A            | Q1           | A     |              | 0-0          |              |       |
| Cincinnati                    | No Tier I    | No Tier I    | No Tier I    | No Tier I    | 1R           | A            | A            | 3R    |              | 2–1          |              |       |
| Toronto/Montréal              | A            | A            | A            | A            | A            | A            | A            | 1R    |              | 0-1          |              |       |
| Tokio                         | A            | A            | A            | A            | 1R           | A            | 1R           | 3R    |              | 2-3          |              |       |
| Estadísticas                  |              |              |              |              |              |              | Total        |       |              |              |              |       |
| Torneos Ganados               | 0            | 0            | 0            | 0            | 0            | 0            | 0            | 0     | 0            | 0            |              |       |
| Ranking                       | 1025         | 310          | 288          | 127          | 67           |              |              |       |              | N/A          |              |       |